# Shirō Hattori
Shirō Hattori (服部四郎, Hattori Shirō, 29 mai 1908 - 29 janvier 1995) est un universitaire japonais. Né à Kameyama, Hattori est un linguiste spécialiste du japonais ancien (en) et des langues japoniques et professeur à l'université de Tokyo.

## Titres (sélection)
Dans un aperçu statistique dérivé des écrits de et sur Shirō Hattori, OCLC/WorldCat comprend environ 150 titres dans + 200 + publications en 8 langues et 1300 + fonds de la bibliothèque.
- 音聲學 (1951)
- Généalogie de la langue japonaise (日本語の系統, nihongo no keitō?) (1959)[2]
- Dictionnaire des dialectes aïnous (アイヌ語方言辞典, Ainu Go Hōgen Jiten?) (1964)
- 音韻論と正書法: 新日本式つづり方の提唱 (1979)

## Honneurs
- Ordre de la Culture
- Australian Academy of the Humanities (en), Honorary Fellow, 1984

## Source de la traduction
- (en) Cet article est partiellement ou en totalité issu de l’article de Wikipédia en anglais intitulé « Shiro Hattori » (voir la liste des auteurs).

- Notice dans un dictionnaire ou une encyclopédie généraliste :   - Nationalencyklopedin
- Notices d'autorité :   - VIAF
  - ISNI
  - BnF (données)
  - IdRef
  - LCCN
  - GND
  - Japon
  - CiNii
  - Pays-Bas
  - Israël
  - NUKAT
  - Australie
  - Norvège
  - Corée du Sud
  - WorldCat